# Krzywe (powiat giżycki)
Krzywe (niem. Krzywen, Sodrest, od 1938 r. Kriewen) – osada w Polsce położona w województwie warmińsko-mazurskim, w powiecie giżyckim, w gminie Wydminy.
W latach 1975–1998 miejscowość administracyjnie należała do województwa suwalskiego.
Zobacz też: Krzywe.